# 德拉沃凯赖斯图尔
德拉沃凯赖斯图尔，是匈牙利巴兰尼亚州所辖的一个村。总面积12.97平方公里，总人口125，人口密度9.6人/平方公里（2011年1月1日）。